# European Film Awards 2022
La 35ª cerimonia degli European Film Awards si è tenuta l'10 dicembre 2022 a Reykjavík.
I candidati delle categorie principali sono stati annunciati l'8 novembre 2022.

## Vincitori e candidati
I vincitori sono indicati in grassetto, a seguire gli altri candidati.

### Miglior film
- Triangle of Sadness, regia di Ruben Östlund ( Svezia/ Regno Unito/ Germania/ Francia)
- Alcarràs - L'ultimo raccolto (Alcarràs), regia di Carla Simón ( Spagna/ Italia)
- Il corsetto dell'imperatrice (Corsage), regia di Marie Kreutzer ( Austria/ Lussemburgo/ Germania/ Francia)
- Close, regia di Lukas Dhont ( Belgio/ Francia/ Paesi Bassi)
- Holy Spider , regia di Ali Abbasi ( Danimarca/ Germania/ Svezia/ Francia)

### Miglior commedia
- Il capo perfetto (El buen patrón), regia di Fernando León de Aranoa ( Spagna)
- Cop Secret, regia di Hannes Þór Halldórsson ( Islanda)
- Parigi, tutto in una notte (La Fracture), regia di Catherine Corsini ( Francia)

### Miglior regista
- Lukas Dhont - Close
- Marie Kreutzer - Il corsetto dell'imperatrice (Corsage)
- Jerzy Skolimowski - EO
- Ali Abbasi - Holy Spider
- Alice Diop - Saint Omer
- Ruben Östlund - Triangle of Sadness

### Miglior attrice
- Vicky Krieps - Il corsetto dell'imperatrice (Corsage)
- Zar Amir Ebrahimi - Holy Spider
- Léa Seydoux - Un bel mattino (Un beau matin)
- Penélope Cruz -  Madres paralelas
- Meltem Kaptan - Rabiye Kurnaz gegen George W. Bush

### Miglior attore
- Zlatko Burić - Triangle of Sadness
- Paul Mescal - Aftersun
- Eden Dambrine - Close
- Elliott Crosset Hove - Godland - Nella terra di Dio (Godland)
- Pierfrancesco Favino - Nostalgia

### Miglior sceneggiatura
- Ruben Östlund - Triangle of Sadness
- Arnau Vilaró e Carla Simón - Alcarràs - L'ultimo raccolto (Alcarràs)
- Kenneth Branagh - Belfast
- Lukas Dhont e Angelo Tijssens - Close
- Ali Abbasi e Afshin Kamran Bahrami - Holy Spider

### Miglior fotografia
- Kate McCullough - The Quiet Girl (An Cailín Ciúin)

### Miglior montaggio
- Özcan Vardar e Eytan İpeker - Kurak Günler

### Miglior scenografia
- Jim Clay - Belfast

### Migliori costumi
- Charlotte Walter- Belfast

### Miglior trucco
- Heike Merker - Niente di nuovo sul fronte occidentale (Im Westen nichts Neues)

### Miglior colonna sonora
- Paweł Mykietyn - EO

### Miglior sonoro
- Simone Paolo Olivero, Paolo Benvenuti, Benni Atria, Marco Saitta, Ansgar Frerich e Florian Holzner - Il buco

### Migliori effetti visivi
- Frank Petzold, Viktor Müller e Markus Frank - Niente di nuovo sul fronte occidentale (Im Westen nichts Neues)

### Miglior rivelazione
- Piccolo corpo, regia di Laura Samani (Italia)
- L'amore secondo Dalva (Dalva), regia di Emmanuelle Nicot (Francia)
- 107 Mothers (Cenzorka), regia di Peter Kerekes (Slovacchia)
- Other People (Inni ludzie), regia di Aleksandra Terpińska (Polonia)
- Pamfir, regia di Dmytro Sukholytkyy-Sobchuk (Ucraina)
- Sonne, regia di Kurdwin Ayub (Austria)

### Miglior documentario
- Mariupolis 2, regia di Mantas Kvedaravičius (Lituania/Francia/Germania)
- Film balkonowy, regia di Paweł Łoziński (Polonia)
- Girl Gang, regia di Susanne Regina Meures (Svizzera)
- A House Made of Splinters, regia di Simon Lereng Wilmont (Danimarca/Svezia/Finlandia/Ucraina)
- Marcia su Roma, regia di Mark Cousins (Italia)

### Miglior film d'animazione
- Manodopera (Interdit aux chiens et aux Italiens), regia di Alain Ughetto ( Francia/ Italia/ Belgio/ Svizzera/ Portogallo)
- Le Petit Nicolas : Qu'est-ce qu'on attend pour être heureuxc?, regia di Amandine Fredon e Benjamin Massoubre ( Francia/ Lussemburgo)
- My Love Affair with Marriage, regia di Signe Baumane ( Lettonia/ Stati Uniti/ Lussemburgo)
- Les voisins de mes voisins sont mes voisins, regia di Anne-Laure Daffis e Léo Marchand ( Francia)
- Oink (Kor), regia di Mascha Halberstad ( Paesi Bassi/ Belgio)

### Miglior cortometraggio
- Babičino seksualno življenje, regia di Urška Djukič e Émilie Pigeard (Slovenia/Francia)
- Ice Merchants, regia di João Gonzalez (Portogallo/Francia/Regno Unito)
- Love, Dad, regia di Diana Cam Van Nguyen (Repubblica Ceca/Slovacchia)
- Techno, Mama, regia di Saulius Baradinskas (Lituania)
- Will My Parents Come to See Me, regia di Mo Harawe (Austria/Germania/Somalia)

### European University Film Award
- EO, regia di Jerzy Skolimowski (Polonia/Italia)
- Alcarràs - L'ultimo raccolto (Alcarràs), regia di Carla Simón (Spagna/Italia)
- Close, regia di Lukas Dhont (Belgio/Francia/Paesi Bassi)
- Formørkelsen, regia di Nataša Urban (Norvegia)
- Triangle of Sadness, regia di Ruben Östlund (Svezia/Regno Unito/Germania/Francia)

### Premio del pubblico
- Close, regia di Lukas Dhont (Belgio/Francia/Paesi Bassi)
- Alcarràs - L'ultimo raccolto (Alcarràs), regia di Carla Simón (Spagna/Italia)
- Kurak Günler, regia di Emin Alper (Turchia)
- Triangle of Sadness, regia di Ruben Östlund (Svezia/Regno Unito/Germania/Francia)
- Fuoco fatuo (Fogo-Fátuo), regia di João Pedro Rodrigues (Portogallo)

### Young Audience Award
- Animal, regia di Cyril Dion (Francia)
- Comedy Queen, regia di Sanna Lenken (Svezia)
- Träume sind wie wilde Tiger, regia di Lars Montag (Germania)

### Premio alla carriera
- Margarethe von Trotta

### Miglior contributo europeo al cinema mondiale
- Elia Suleiman

### Miglior co-produttore europeo
- I produttori dell'Ucraina

### [Miglior narrazione innovativa
- Marco Bellocchio

### Premio Europeo di Sostenibilità
- Green Deal Europeo della Commissione Europea